# Košutarica
Košutarica falu Horvátországban Sziszek-Monoszló megyében. Közigazgatásilag Jasenovachoz tartozik.

## Fekvése
Sziszektől légvonalban 52, közúton 75 km-re délkeletre, községközpontjától légvonalban 3, közúton 5 km-re délkeletre, a Báni végvidéken, a Száva bal partján a Košutarica-patak egykori torkolatánál, a Lónyamező természetvédelmi park területén fekszik. Két utcából, egy a Száva medrével párhuzamos és egy erre merőleges utcából áll.

## Története
A település a török kiűzése után a 17. század végén keletkezett, amikor nagyrészt Lika, Gorski kotar és Kelet-Horvátország területéről érkezett katolikus horvátokkal telepítették be. Lakói mezőgazdasággal, állattartással, halászattal foglalkoztak. A katonai határőrvidék kialakítása után a Gradiskai ezredhez tartozott. A falu 1774-ben az első katonai felmérés térképén „Dorf Kossutaricza” néven szerepel. Nagy Lajos 1829-ben kiadott művében ugyancsak „Kossutaricza” néven 68 házzal és 319 lakossal találjuk, valamennyien katolikus vallásúak.
A településnek 1857-ben 532, 1910-ben 802 lakosa volt. Pozsega vármegye Novszkai járásának része volt. 1918-ban az új szerb-horvát-szlovén állam, majd később Jugoszlávia része lett. Nehéz időszakot élt át a lakossága a II. világháború alatt. 1941-ben a németbarát Független Horvát Állam része lett. A háborút követően lakossága fokozatosan csökkent, mivel a fiatalok a jobb megélhetés reményében a városokba és külföldre távoztak. A népesség fogyatkozását némileg mérsékelték a Boszniából és Hercegovinából érkezett horvát családok. 1991-ben a háború előtt csaknem teljes lakossága (98%) horvát nemzetiségű volt. A délszláv háború idején 1991-ben elfoglalták a szerb csapatok és lakosságnak menekülnie kellett. Házait súlyos károk érték. 1995. május 1-jén a Villám hadművelettel szabadították fel a horvát csapatok. A háború után mindent újjá kellett építeni. A településnek 2011-ben 264 lakosa volt. A természetvédelmi parknak köszönhetően a faluban élénk a turistaforgalom.

## Népesség
| Lakosság változása | Lakosság változása | Lakosság változása | Lakosság változása | Lakosság változása | Lakosság változása | Lakosság változása | Lakosság változása | Lakosság változása | Lakosság változása | Lakosság változása | Lakosság változása | Lakosság változása | Lakosság változása | Lakosság változása | Lakosság változása |
| ------------------ | ------------------ | ------------------ | ------------------ | ------------------ | ------------------ | ------------------ | ------------------ | ------------------ | ------------------ | ------------------ | ------------------ | ------------------ | ------------------ | ------------------ | ------------------ |
| 1857               | 1869               | 1880               | 1890               | 1900               | 1910               | 1921               | 1931               | 1948               | 1953               | 1961               | 1971               | 1981               | 1991               | 2001               | 2011               |
| 532                | 628                | 657                | 719                | 815                | 802                | 753                | 734                | 692                | 670                | 566                | 431                | 346                | 301                | 282                | 264                |

## Nevezetességei
- Szent Péter és Pál apostolok tiszteletére szentelt római katolikus kápolnája.
- A falu határa az 500 négyzetkilométeres területű Lónyamező természetvédelmi terület része. A Lónyamező nemzetközi jelentőségű védett menedékhelye és költőhelye a mocsári madárvilágnak, de rajtuk kívül még számos állatfaj élőhelye.

## Kultúra
A KUD Košutarica kulturális és művészeti egyesületet 1998-ban alapították. Ma a község legjelentősebb kulturális egyesülete. Célja a népi hagyományok őrzése és ápolása.

## Sport
NK Mladost Košutarica labdarúgóklub